# نانگ تانی

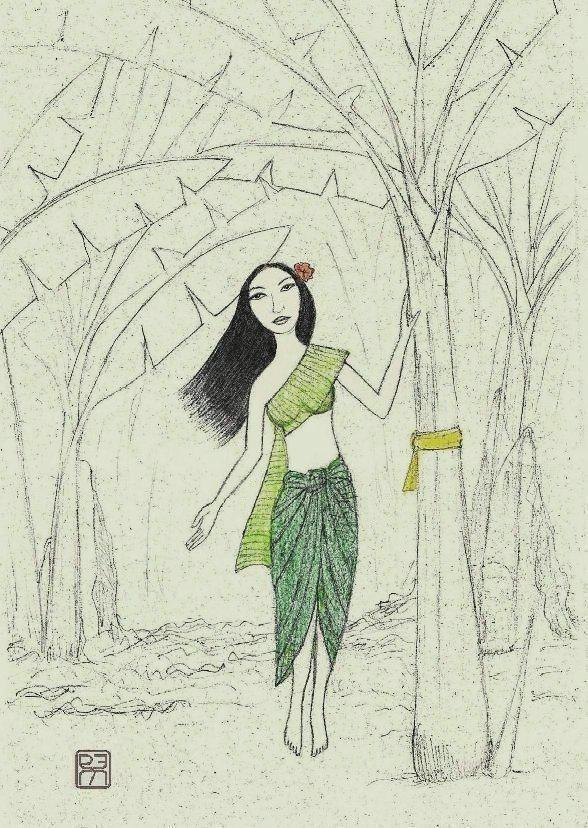
نقاشی نانگ تای

نانگ تانی (به تایلندی: นางตานี به معنای بانوی تانی) نانگ تانی یک روح زنانه در افسانه‌های مردم تایلند است. گفته می‌شود که او به شکل یک دختر زیبا ظاهر می‌شود که در نوع خاصی از درخت موز وحشی زندگی می‌کند. این درخت‌ها بیشتر در جنگل‌ها رشد می‌کنند و از نوعی نیستند که مردم معمولاً از میوه‌شان استفاده کنند.
او بخشی از گروهی از ارواح در افسانه‌های تایلندی است که به عنوان «بانوان درخت» یا «پری‌های درختی» شناخته می‌شوند. این موجودات زن جادویی، باور بر این است که در درخت‌ها زندگی می‌کنند یا از آن‌ها محافظت می‌کنند. ارواحی شبیه به نانگ تانی در داستان‌های سنتی کشورهای همسایه مانند کامبوج و لائوس نیز دیده می‌شوند.
گاهی اوقات به نانگ تانی نام‌های دیگری داده می‌شود که به معنی «روح درخت موز» یا «پری درخت موز» هستند. با اینکه او یک روح به حساب می‌آید، اما معمولاً ترسناک نیست. در بسیاری از داستان‌ها، او فقط در شب‌های ماه کامل ظاهر می‌شود و لباس‌های سنتی سبز رنگی می‌پوشد که شبیه برگ‌های درخت موز است.

## افسانه‌ها
نانگ تانی یک روح افسانه‌ای در فرهنگ مردم تایلند است که گفته می‌شود در دسته‌هایی از درخت‌های موز وحشی زندگی می‌کند. او معمولاً به شکل یک دختر جوان و زیبا با لباس سنتی سبز رنگ توصیف می‌شود. بیشتر اوقات در داخل درخت پنهان است، اما مردم باور دارند که در شب‌های ماه کامل ظاهر می‌شود.
پوست او کمی سبز است و با رنگ درخت هماهنگ می‌شود، و لب‌هایش قرمز روشن است، شبیه میوه‌های رسیده. موهایش بلند، مشکی و باز است. او معمولاً در حالت ایستاده دیده می‌شود، اما پاهایش روی زمین قرار نمی‌گیرند و کمی بالاتر از زمین شناور هستند. در بعضی نسخه‌های جدیدتر از داستان، پایین‌تنه‌اش به صورت بخارگونه‌ای دیده می‌شود که با تنه درخت ترکیب شده است.
مردم باور دارند که قطع کردن درختی که نانگ تانی در آن زندگی می‌کند بدشگون است. برای احترام به او، شیرینی، عود و گل در پای درخت قرار می‌دهند. همچنین پارچه‌های رنگی دور تنه درخت گره می‌زنند تا نشان دهند این درخت محل زندگی روح است.
نوع درخت موزی که به نانگ تانی مربوط می‌شود، قابل کشت نیست و میوه‌اش خوراکی نیست. به همین دلیل مردم ترجیح می‌دهند این درخت‌ها نزدیک خانه‌هایشان رشد نکنند. این درخت‌ها معمولاً در حاشیه روستاها یا کنار جاده‌ها و مزرعه‌ها دیده می‌شوند. هرچند میوه‌شان قابل خوردن نیست، اما برگ‌هایشان برای بسته‌بندی شیرینی‌های محلی استفاده می‌شود و گل آن‌ها در طب سنتی برای درمان زخم‌ها به کار می‌رود.
در افسانه‌ها گفته می‌شود که نانگ تانی ممکن است به مردانی که به زنان بدی کرده‌اند آسیب بزند، اما در کل او روحی مهربان و دلسوز است. در بعضی داستان‌ها حتی به راهبان بودایی غذا می‌دهد. برخی افراد برای محافظت یا خوش‌شانسی، طلسم‌هایی با تصویر نانگ تانی همراه خود دارند که در شکل‌ها و اندازه‌های مختلف ساخته می‌شوند. همچنین پارچه‌های رنگی به درخت‌هایی که باور دارند روح در آن‌ها زندگی می‌کند می‌بندند.

## فرهنگ مدرن
نانگ تانی یک روح معروف از افسانه‌های تایلندی است که در چندین فیلم تایلندی ظاهر شده است. یکی از اولین و مشهورترین فیلم‌هایی که او در آن نقش داشته، فیلم *روح بانوی تانی* است که در سال ۱۹۶۷ ساخته شد و اکنون به عنوان یک فیلم کلاسیک شناخته می‌شود. از آن زمان، او در چندین فیلم دیگر به عنوان شخصیت اصلی ظاهر شده است، اغلب به عنوان یک شخصیت مرموز یا ترسناک که به درخت موز ارتباط دارد.
علاوه بر فیلم‌های ترسناک، نانگ تانی در داستان‌های رمانتیک و حتی کمدی هم نقش داشته است. او در فیلم‌های کمدی هم حضور داشته که در آن‌ها روح نانگ تانی به شکل شوخی‌آمیز و گاهی خنده‌دار به تصویر کشیده می‌شود. محبوبیت او به حدی است که حتی در یک تبلیغ تلویزیونی برای لامپ‌های برق در تایلند ظاهر شده است.
نانگ تانی در فرهنگ مدرن تایلند بسیار محبوب است. تصویر او اغلب در کتاب‌های کمیک و داستان‌ها دیده می‌شود، گاهی در نقش‌های جدی و گاهی هم در نقش‌های طنزآمیز. او همچنین در یک فیلم انیمیشنی که بر اساس داستان‌های ترسناک تایلندی ساخته شده، نقش دارد.
در بازی‌های ویدیویی هم نانگ تانی حضور پیدا کرده است. در بازی آنلاین رگناروک آنلاین، یک شخصیت قدرتمند به نام «بانوی تانی» وجود دارد که الهام گرفته از این روح است و در یک سیاه‌چال که از افسانه‌های تایلندی الهام گرفته شده، ظاهر می‌شود.

## روح مشابه
بشونوسئی یک شخصیت ترسناک از افسانه‌های ژاپنی است که به درخت موز خاصی مربوط می‌شود. این درخت با برگ‌های بزرگ و صافش شناخته می‌شود و گفته می‌شود که روحی در آن وجود دارد. طبق افسانه، اگر زنی یک مرد خوش‌چهره را زیر این درخت‌ها ببیند، این به این معنی است که او قرار است باردار شود. اما بچه‌هایی که به دنیا خواهد آورد، گفته می‌شود که شیاطین خواهند بود.
این افسانه از جزایر ریوکوی ژاپن می‌آید. مردم باور داشتند که صورت روح در میان برگ‌های درخت موز ظاهر می‌شود و این حضور یک هشدار مرموز برای کسانی است که آن را می‌بینند.